# Chuyến bay 202 của Airblue
Chuyến bay 202 của Airblue là một chuyến bay chở khách nội địa đã rơi vào ngày 28 tháng 7 năm 2010 gần Islamabad, thủ đô Pakistan, khiến 146 hành khách và 6 phi hành đoàn thiệt mạng. Đây là tai nạn hàng không có nhiều người thiệt mạng nhất tại Pakistan cho đến thời điểm xảy ra vụ tai nạn này. Chiếc máy bay bị tử nạn là máy bay phản lực thân hẹp Airbus A321-231 của Airblue, đã bị rơi ở phía bắc các đồi Margalla phía bắc Islamabad trong một chuyến bay từ sân bay quốc tế Jinnah đến sân bay quốc tế Benazir Bhutto. Người ta cho rằng các nhân viên đài kiểm soát không lưu đã mất liên lạc với phi hành đoàn khi họ cố hạ cánh trong điều kiện sương mù dày đặc và mưa gió mùa lớn.